# Mara Régia

Mara Régia no estúdio da Rádio Nacional da Amazônia em 2024

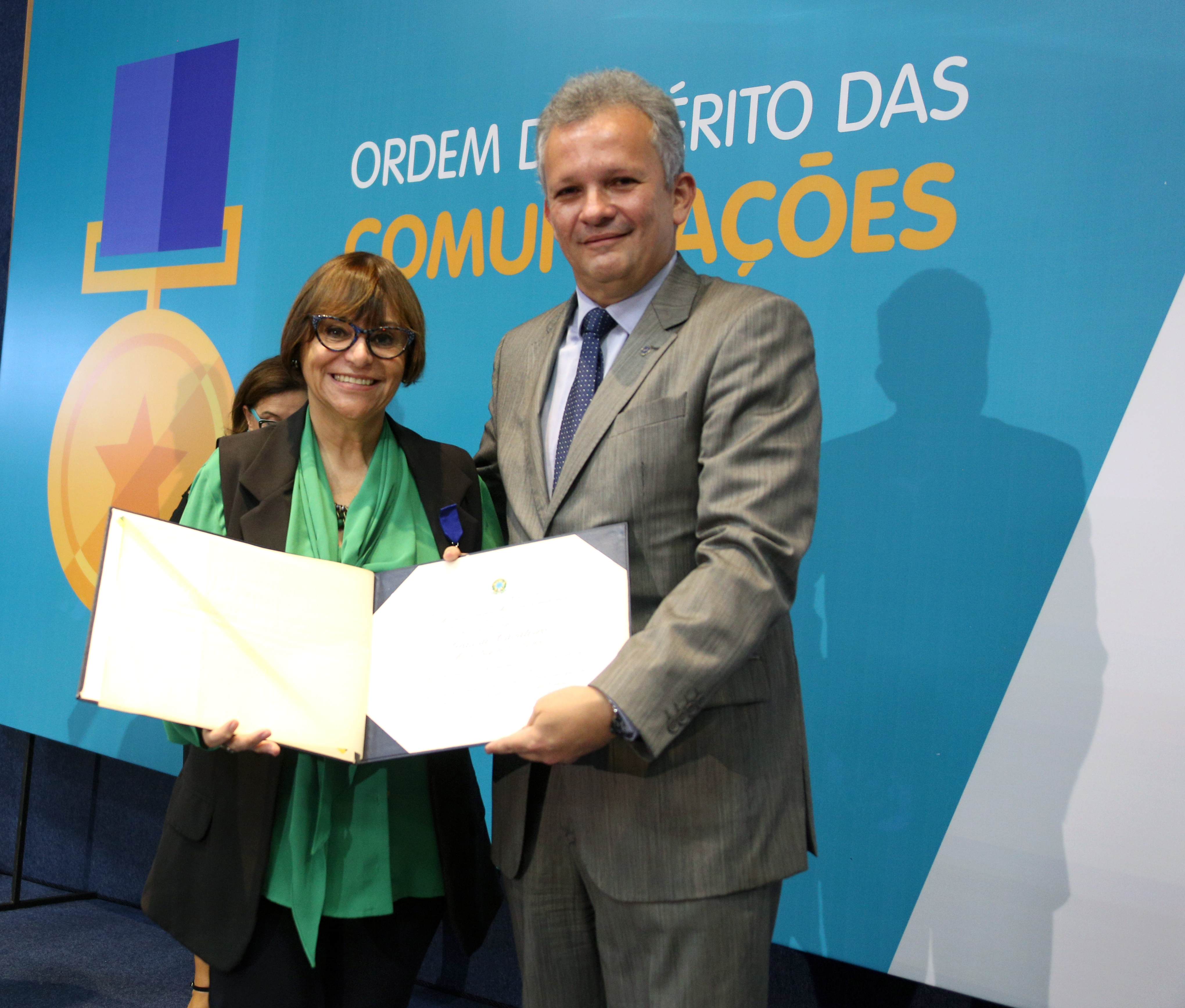
Mara Régia recebe a Ordem do Mérito das Comunicações do Ministro das Comunicações em 2016

Mara Régia Di Perna (Rio de Janeiro, 12 de setembro de 1951) é uma jornalista brasileira, reconhecida por seu trabalho em prol dos direitos das mulheres e da preservação ambiental. Há mais de quatro décadas, produz e apresenta programas de rádio sobre cidadania, gênero e meio ambiente, destacando-se Viva Maria e Natureza Viva.
Mara Régia recebeu diversos prêmios e reconhecimentos ao  longo de sua carreira. Em 2005, a jornalista foi uma das 52 brasileiras indicadas ao Prêmio Nobel da Paz como parte do projeto "1000 Mulheres para o Nobel da Paz", que reconheceu mulheres de todo o mundo por suas contribuições significativas à paz.

## Programa Viva Maria
Viva Maria é um dos mais longevos programas radiofônicos dedicados à defesa dos direitos das mulheres no Brasil, alcançando quase 10 mil edições em 2021. Criado em 1981, o programa entrou no ar pela Rádio Nacional de Brasília, com duas horas de duração, abordando temas como gênero, cidadania e direitos humanos, promovendo debates sobre violência doméstica, saúde da mulher, empoderamento feminino e igualdade de gênero. O programa também apoiou o  Lobby do Batom na Constituinte de 1988.
Em maio de 1990, o recém-eleito presidente Fernando Collor de Mello classificou Mara como uma “liderança negativa” e, por meio de um telegrama, mandou demiti-la e proibi-la de entrar na emissora. Em resposta a este ato de censura, o V Encontro Feminista Latino-Americano e Caribenho, realizado no mesmo ano em San Bernardo del Tuyú, na Argentina, criou o Dia Latino-Americano da Imagem da Mulher nos Meios de Comunicação, comemorado em 14 de setembro, dia da estreia de Viva Maria.
Posteriormente, Viva Maria foi transmitido pelas rádios Capital, Nacional do Alto Solimões, Nacional da Amazônia, Nacional do Rio de Janeiro e Nacional de Brasília, além de ser disponibilizado para emissoras de todo o país.  O programa recebeu apoio da ONU Mulheres Brasil, Fundo de População das Nações Unidas (UNFPA) e do Ministério das Mulheres, Igualdade Racial, Juventude e Direitos Humanos.

## Programa Natureza Viva
Mara Régia também é responsável pelo programa Natureza Viva, que promove a educação ambiental e o fortalecimento da identidade cultural dos povos amazônicos. Criado no início da década de 1990, o programa teve seus objetivos ampliados em 1993 por meio de uma parceria entre a Rádio Nacional, o WWF-Brasil e o Grupo de Trabalho Amazônico (GTA).
Natureza Viva começou a ser transmitido em ondas curtas, que ainda desempenham um papel fundamental para alcançar comunidades isoladas na Amazônia. Atualmente, o programa também é veiculado por outras frequências, mas as ondas curtas continuam essenciais em regiões onde rádios convencionais e outros meios de comunicação não chegam devido às limitações de alcance e infraestrutura. Seu público-alvo inclui ribeirinhos, pescadores, seringueiros, quebradeiras de coco babaçu, trabalhadores extrativistas e indígenas, além de associações de jovens e mulheres. Seus temas incluem a preservação do meio ambiente, direitos humanos, saúde e desenvolvimento sustentável.

## Cartas de ouvintes
As cartas enviadas pelos ouvintes desempenharam um papel central nos programas Viva Maria e Natureza Viva, conectando comunidades amazônicas isoladas ao restante do país e ao mundo exterior. Muitas cartas pediam informações e faziam perguntas sobre mitos associados à saúde.
Outras continham relatos sobre as dificuldades e desafios enfrentados por populações isoladas, entre elas o desrespeito aos direitos humanos e a violência contra mulheres. Em 2000, Mara  encaminhou 150  cartas-denúncia à Comissão Parlamentar de Inquérito sobre Mortalidade Materna, instalada na Câmara dos Deputados.

## Ativismo de gênero e meio ambiente
Além do jornalismo, Mara Régia se destacou em iniciativas de capacitação e ativismo nas áreas de gênero e meio ambiente. Em 1999, ela produziu a radionovela A vida pede passagem, uma história de luz, sobre parteiras, em celebração ao primeiro Encontro Internacional das Parteiras da Floresta. Em 2003, em parceria com o GTA, capacitou mulheres de 18 localidades em sete estados da Amazônia no uso do rádio para denunciar queimadas e promover o manejo florestal sem o uso do fogo. Em 2013, liderou as oficinas Nas Ondas do Rádio – A Prevenção da Violência contra Crianças e Adolescentes.
No Distrito Federal, Mara Régia teve atuação decisiva na criação da primeira Delegacia Especializada de Atendimento à Mulher e do Conselho dos Direitos da Mulher.
No Mato Grosso, Mara Régia teve um papel fundamental na denúncia dos impactos da contaminação por paraquat em Lucas do Rio Verde, alertando sobre seus efeitos na saúde da população e no meio ambiente.

## Prêmios e reconhecimentos
- 1995: Prêmio Towards 2000[18][27]
- 1995: Prêmio Embrapa de Reportagem [18][27]
- 1996: Troféu Gaia [18][27]
- 2006: Prêmio Chico Mendes de Meio Ambiente[17]
- 2016: Ordem do Mérito das Comunicações[28]
- 2021: Troféu Audálio Dantas de Jornalismo[29]